# Momodou Bojang (Seyfo)
Momodou L. K. Bojang (* um 1952 in Sukuta) ist ein Seyfo (auch die engl. Bezeichnung Chief ist geläufig) für den gambischen Distrikt Kombo North; gleichzeitig ist er Paramount Chief of The Gambia.

## Leben
Bojang ist Enkel des Seyfo Fansu Bojang.
Bojang diente 30 Jahre lang in der Gambia Police Force, in den 1970er Jahren als Stationsbeamter auf der Polizeistation Bakau und war zuletzt, vor seiner Pensionierung, leitender Polizeichef der Kriminalpolizei. Danach war er ab September 2009 amtierender Richter am Gericht in Kanifing..
Alh. Demba Sanayang, der auch seit 2005 Seyfo von Kombo Nord war, war im Dezember 2017 aus Altersgründen und wegen seines schlechten Gesundheitszustands in den Ruhestand getreten. Bojang wurde zu seinem Nachfolger als Seyfo in Kombo North ernannt, sein Ernennungsschreiben kam vom Büro des Gouverneurs der West Coast Region und trat am 29. Dezember in Kraft. Er wurde am 12. Januar 2018 in seinem Amt vereidigt.
Im April 2019 sagte Bojang vor der Truth, Reconciliation and Reparations Commission (TRRC) aus, was er aus seiner Zeit als Polizist zu den Vorgängen bezüglich des Todes  des Ministers Ousman Koro Ceesay im Juni 1995 zu berichten wusste.

## Auszeichnungen und Ehrungen
- vor 2009: Member of the Order of the Republic of The Gambia (MRG)[4]